# Getter Jaani
Getter Jaani (født 3. februar 1993) er en estisk sanger. Hun repræsenterede Estland ved Eurovision Song Contest 2011 med sangen "Rockefeller Street" og fik en 24. plads.